# شهرستان نونگ پرو
شهرستان نونگ پرو (به تایلندی: หนองปรือ) واقع در استان کانتچانابوری تایلند است.این شهرستان دارای ۳ شهر و  ۴۳ روستا است.
| شماره. | نام          | تایلندی    | تعداد روستا |  |
| ------ | ------------ | ---------- | ----------- |  |
| ۱.     | نونگ پرو     | หนองปรือ    | ۲۰          |  |
| ۲.     | نونگ پلا لآی | หนองปลาไหล | ۱۴          |  |
| ۳.     | سامدت چارون  | สมเด็จเจริญ  | ۵           |  |